# Fernwood (Nottinghamshire)
 (janvier 2024).
Pour les articles homonymes, voir Fernwood.
Fernwood est un village du Nottinghamshire, en Angleterre.